# João Alexandre Duarte Ferreira Fernandes
João Alexandre Duarte Ferreira Fernandes, genannt Neca, (* 31. Dezember 1979 in Lissabon, Portugal) ist ein ehemaliger portugiesischer Fußballspieler.

## Verein
Der Mittelfeldspieler begann seine Karriere in der Jugendabteilung von Belenenses Lissabon. Neca war 18 Jahre alt, als er erstmals für dessen Profiteam in der Primeira Liga auflief. 2005 verließ er den Verein und wechselte zu Vitória Guimarães. Dort spielte Neca nur eine Saison lang und wechselte ablösefrei weiter zu Marítimo Funchal. Doch aufgrund von wenigen Einsätzen verließ Neca bereits nach einer halben Saison diesen wieder.
In der Rückrunde der Saison 2007/08 wechselte der Portugiese in die türkische Liga zu Konyaspor. Wie zuvor bei Marítimo Funchal blieb Neca nur eine halbe Saison und wechselte zum Ligakonkurrenten Ankaraspor. In der Winterpause der Saison 2009/2010 wechselte er wieder nach Portugal zurück und zwar zu Vitória Setúbal.
Für die Spielzeit 2012/13 kehrte er in die Türkei zurück und einigte sich mit seinem ehemaligen Klub, dem aktuellen Zweitligisten Torku Konyaspor. Schon ein Jahr später kehrte er nach Portugal zurück und spiele bis zu seinem Karriereende 2018 für die beiden Vereine SC Farense und CD Pinhalnovense.

## Nationalmannschaft
Neca bestritt 1999 zwei Partien für Portugal bei der U-20-Weltmeisterschaft in Nigeria, wo er mit seiner Mannschaft das Achtelfinale erreichte. Von 2001 bis 2002 folgten zwei Einsätze bei der U-21-Auswahl.
Im Herbst 2002 absolvierte Neca dann zwei Freundschaftsspiele für die portugiesische A-Nationalmannschaft. 

## Erfolge
Konyaspor
- Playoff-Sieger der TFF 1. Lig und Aufstieg in die Süper Lig: 2012/13